# Marc Perrodon
Marc Marie Jean Perrodon (ur. 31 sierpnia 1878 w Vendôme, zm. 22 lutego 1939 w Beauvais) – francuski oficer i szermierz, srebrny medalista igrzysk olimpijskich i mistrzostw świata. 
Na igrzyskach olimpijskich w Londynie w 1908 roku był czwarty w szabli drużynowej, a indywidualnie odpadł w pierwszej rundzie. Następnie wystartował na igrzyskach olimpijskich w Antwerpii w 1920 roku, gdzie Francuzi w składzie: Jean Margraff, Marc Perrodon, Henri de Saint Germain i Georges Trombert zdobyli srebro w szabli drużynowej. W turnieju indywidualnym ponownie odpadł w pierwszej rundzie. Brał też udział w igrzyskach olimpijskich w Paryżu w 1924 roku, gdzie Francuzi odpadli w półfinałach szabli drużynowej, indywidualnie Perrodon również dotarł do półfinałów.
Podczas mistrzostw świata w Hadze w 1923 roku (oficjalnie zawody tego cyklu rozgrywane są pod tą nazwą dopiero od 1937) zdobył srebrny medal w szabli indywidualnej, przegrywając tylko z Holendrem Adrianusem de Jongiem.
W latach 1912, 1914, 1922 i 1924 zdobywał indywidualne mistrzostwo kraju w szabli.
Był też zawodowym żołnierzem, służył we francuskiej kawalerii osiągając stopień podpułkownika.